# Uwe Schütte

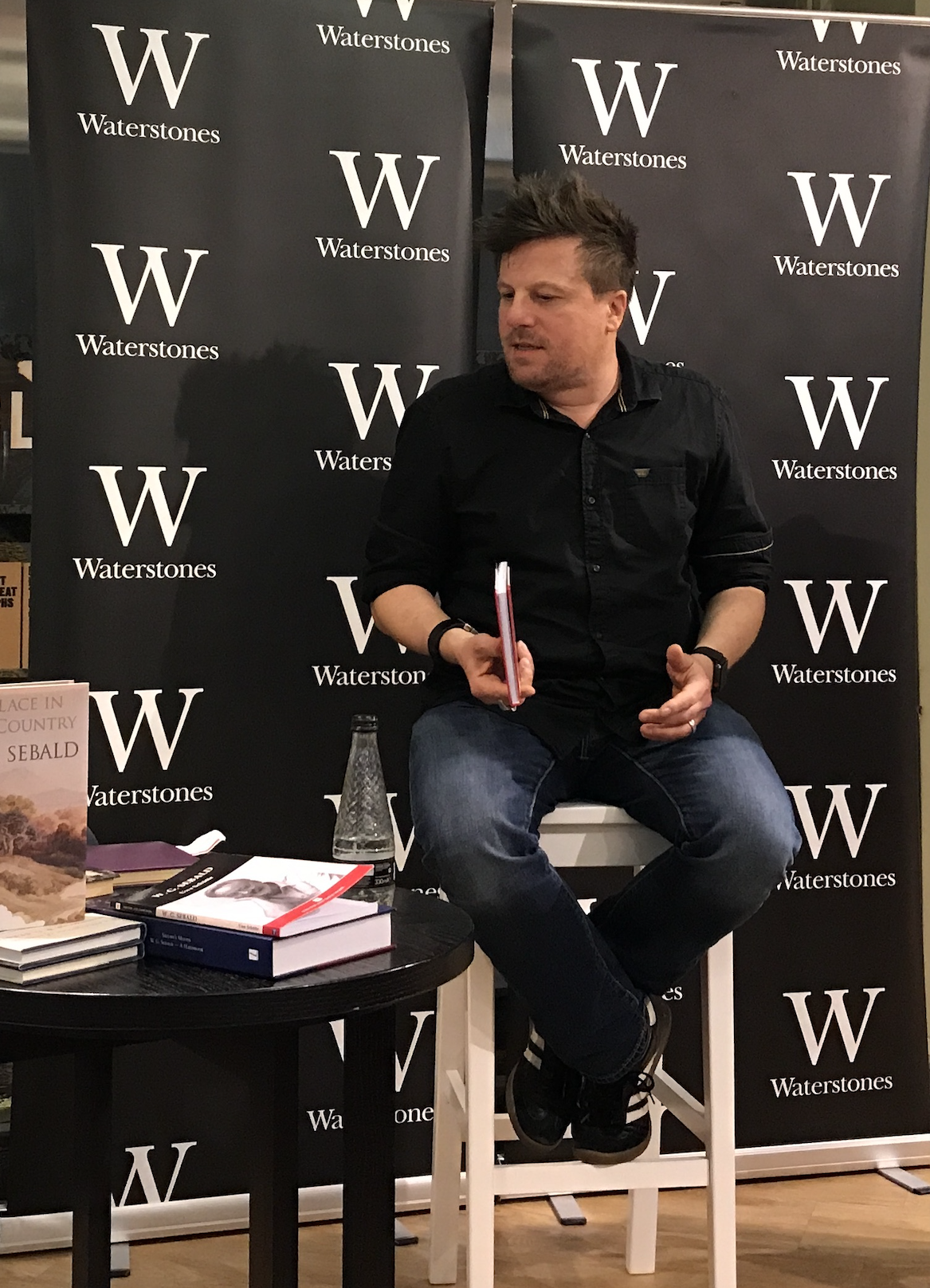
Uwe Schütte bei der Präsentation von „W.G. Sebald“ (Writers and Their Work-Serie) im Waterstone’s Birmingham, 29. Januar 2019

Uwe Schütte (* 9. November 1967 in Fröndenberg) ist ein deutscher Literaturkritiker, Germanist und Sachbuchautor.

## Leben und Werk
Nach dem Abitur 1987 am Gymnasium Landschulheim Schloß Ising studierte Uwe Schütte von 1989 bis 1992 an der Universität München (Neuere Deutsche Literaturwissenschaft, Anglistik, Alte und Neue Geschichte) und von 1992 bis 1996 MA Course und PhD Programme in German Literature an der University of East Anglia bei W. G. Sebald. Nach der Promotion 1997 zum Dr. phil. mit einer Arbeit über Gerhard Roth wurde er 1999 Dozent als Lecturer in German an der Aston University, School of Languages and European Studies. 2006 wurde er zum Reader in German befördert. 2017 wurde er zum Privatdozenten an der Georg-August-Universität ernannt. In Reaktion auf den Brexit kündigte er seine Stelle und lebt seither als freier Autor und Kulturjournalist in Berlin.
Uwe Schütte ist Autor bzw. Herausgeber von mehr als 30 Buchpublikationen. Sein Schwerpunkt liegt im Bereich deutschsprachige Gegenwartsliteratur, insbesondere W.G. Sebald und Heiner Müller, sowie avancierte Pop-Musik, vor allem Kraftwerk. Er schreibt als freier Mitarbeiter für Tageszeitungen wie taz, Der Freitag, Neues Deutschland, Wiener Zeitung und der Literaturzeitschrift VOLLTEXT.

## Veröffentlichungen
- Sternenmenschen. Bowie in Gugging. Starfruit, Nürnberg 2025. ISBN 978-3-922895-67-1.
- Wir sind die Roboter. Kraftwerk und die Erfindung der elektronischen Pop-Musik. Penguin, München 2024, ISBN 978-3-442-77474-6.
- GODSTAR. Die fünf Tode des Genesis P-Orridge. Verlag Andreas Reiffer, Meine 2022. ISBN 978-3910335509.
- W.G. Sebald. Leben und literarisches Werk. De Gruyter, Berlin/Boston 2020. ISBN 978-3110648119.
- Kraftwerk: Future Music from Germany. Penguin, London 2020. ISBN 978-0141986753.
- Annäherungen. Sieben Essays über W.G Sebald. Böhlau, Wien 2019. ISBN 978-3-412-51381-8.
- W.G. Sebald [= Writers And Their Work]. Liverpool University Press, Liverpool 2018. ISBN 978-0746312988.
- Interventionen. Literaturkritik als Widerspruch bei W.G. Sebald. Edition Text & Kritik, München 2014. ISBN 978-3869163543.
- Figurationen. Zum lyrischen Werk von W.G. Sebald. (Eggingen: Edition Isele) 2014. ISBN 978-3861425847.
- Unterwelten. Zu Leben und Werk von Gerhard Roth. Residenz, St. Pölten 2013. ISBN 978-3-7017-1593-0.
- Urzeit, Traumzeit, Endzeit – Versuch über Heiner Müller. Passagen, Wien 2012. ISBN 978-3-7092-0057-5.
- W.G. Sebald. Einführung in Leben & Werk. Vandenhoeck & Ruprecht/UTB, Göttingen 2011. ISBN 978-3-8252-3538-3.
- Arbeit an der Differenz. Zum Eigensinn von Heiner Müllers Prosa. Winter, Heidelberg 2010. ISBN 978-3-8253-5828-0.
- Heiner Müller [= UTB Profile]. Böhlau, Weimar 2010. ISBN 978-3-8252-3353-2.
- Thomas Bernhard [= UTB Profile]. Böhlau, Weimar 2010. ISBN 978-3825233853.
- Die Poetik des Extremen. Ausschreitungen einer Sprache des Radikalen. Vandenhoeck & Ruprecht, Göttingen 2006. ISBN 978-3525208458.
- Basis-Diskothek Pop & Rock. Reclam, Stuttgart 2004. (Neuauflagen 2008 & 2011). ISBN 978-3-15-018342-7.
- Auf der Spur der Vergessenen. Gerhard Roth und seine ›Archive des Schweigens‹. Böhlau, Wien 1997. ISBN 978-3-205-98712-3 (Dissertation).

### Herausgeberschaften
- W.G. Sebald in Context. Cambridge University Press, Cambridge 2023. ISBN 978-1-316-51135-0.
- Uwe Pralle. Am Rande der Sprache 1 & 2 [= Celler Hefte 14/15 & 16/17]. RWLE Möller Stiftung, Celle 2023. ISBN 978-3-9813668-7-7.
- Peter Mlakar: Festung der Metaphysik. Die Transgression und das Jenseits. Passagen, Wien 2023. ISBN 978-3-7092-0562-4.
- Kunst-Maschine. Essays on the Gesamtkunstwerk Laibach. Drava, Klagenfurt 2023. ISBN 978-3-99138-036-8.
- Cambridge Companion to Krautrock. Cambridge University Press, Cambridge 2022. ISBN 978-1-009-03653-5.
- German Pop-Music in Literary and Transmedial Contexts. Lang, Oxford 2021. ISBN 978-1-78997-654-0.
- Thomas Honickel: Curriculum Vitae. Die W.G. Sebald-Interviews (zusammen mit Kay Wolfinger), Königshausen & Neumann, Würzburg 2021. ISBN 978-3-8260-7286-4.
- Gesamtkunstwerk Laibach. Klang, Bild, Politik (zusammen mit Johann Lughofer & Daniela Kirschstein). Drava, Klagenfurt 2018. ISBN 978-3854359005.
- Mensch – Maschinen – Musik. Das Gesamtkunstwerk Kraftwerk. Leske, Düsseldorf 2018. ISBN 978-3946595014.
- Edmund Mach: Meine abenteuerlichen Schriften'. Gedichte & Prosa 1965-1996. Picus, Wien 2009. ISBN 978-3-85452-643-8.
- German Pop Music. A Companion (= Companions to Contemporary German Culture). De Gruyter, Boston/Berlin 2017. ISBN 978-3110425710.
- Über W.G. Sebald. Beiträge zu einem neuen Bild des Autors (Berlin: De Gruyter) 2016. ISBN 978-3110455724.
- Die Gegenwart erzählen. Ulrich Peltzer und die Ästhetik des Politischen (zusammen mit Paul Fleming). Transcript, Bielefeld 2014. ISBN 978-3-8376-2489-2.
- Raumerkundungen. Der Erzähler Klaus Böldl (zusammen mit Claudia Gremler). Königshausen & Neumann, Würzburg 2014. ISBN 978-3-8260-5384-9.